# 土公增四
雙魚座36，又名BD+07 27，HD 1227、SAO 109100、HR 59，是雙魚座的一颗恒星，视星等为6.11，位于銀經108.28，銀緯-53.64，其B1900.0坐标为赤經0h 11m 25.7s，赤緯+7° -53.64′ 5″。